# Ibarra (canton)
Pour les articles homonymes, voir Ibarra.
Ibarra est un canton d'Équateur situé dans la province d'Imbabura.